# Pandion (geslacht)
Pandion is het enige geslacht uit de familie van de visarenden (Pandionidae).

## Kenmerken
Het geslacht verschilt in een aantal opzichten van de roofvogels uit de andere geslachten die worden ingedeeld bij de havikachtigen (Accipitridae). Zo zijn de poten heel anders gebouwd. De tenen zijn bijvoorbeeld allemaal even lang, terwijl de buitenste teen zo beweeglijk is dat die naar voren en naar achteren gekeerd kan worden. De vogel pakt zijn prooi met twee tenen naar voren en twee naar achteren, zoals ook uilen doen.
De nagels zijn lang, puntig, haakvormig en op doorsnede rond. Verder zitten er knobbels aan de tenen die het mogelijk maken om glibberige vissen goed vast te houden.

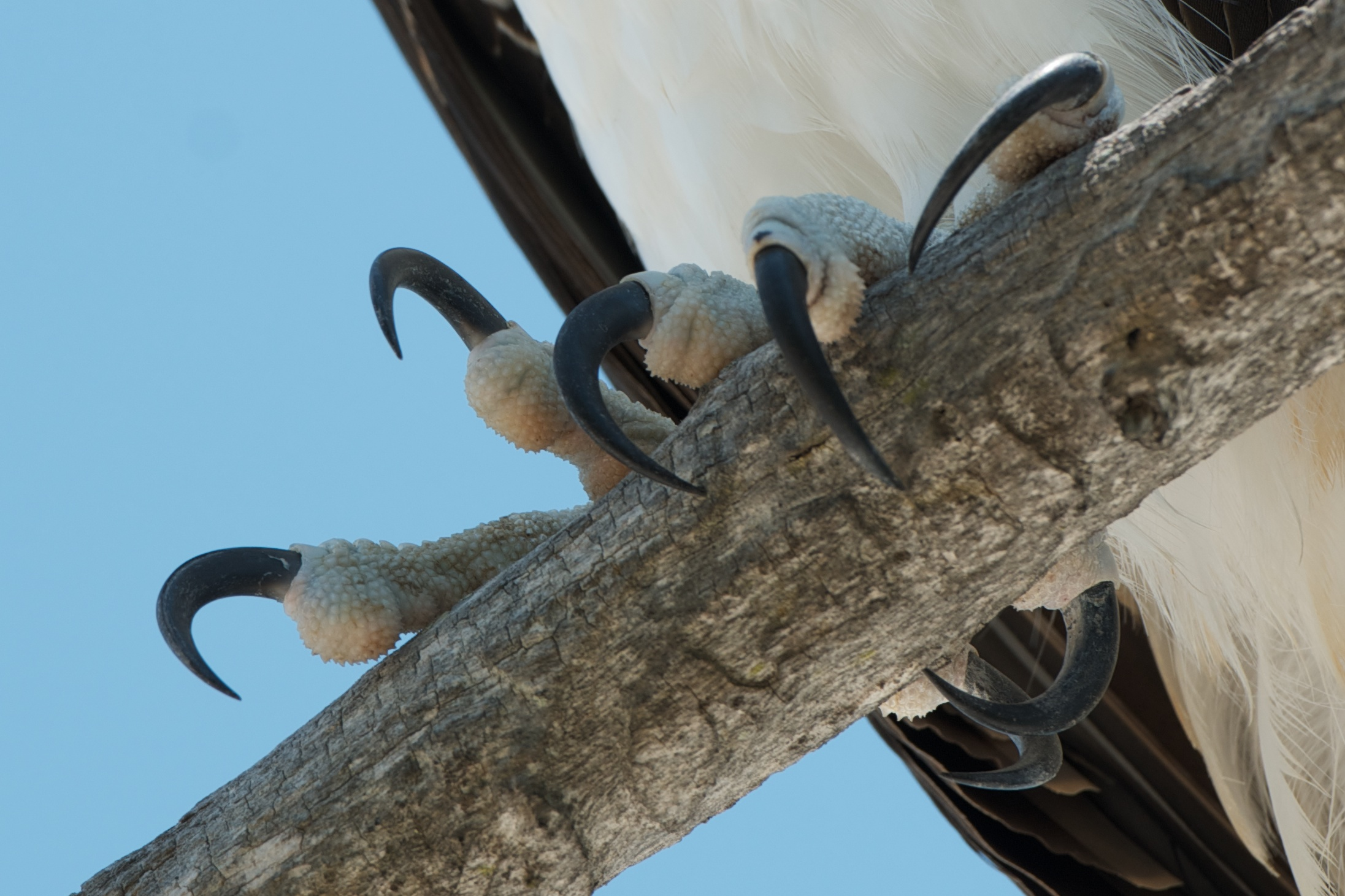
Klauwen van de visarend

## Taxonomie
Dit geslacht bevat slechts een soort met vier ondersoorten:
- Pandion haliaetus – Visarend

Ook uit DNA-onderzoek naar de taxonomie van de vogels blijkt de uitzonderlijke positie van de visarenden. Hieruit bleek ook dat de vier ondersoorten onderling sterk verschillen en mogelijk als soorten beschouwd kunnen worden.